# Christuskirche (Rom)

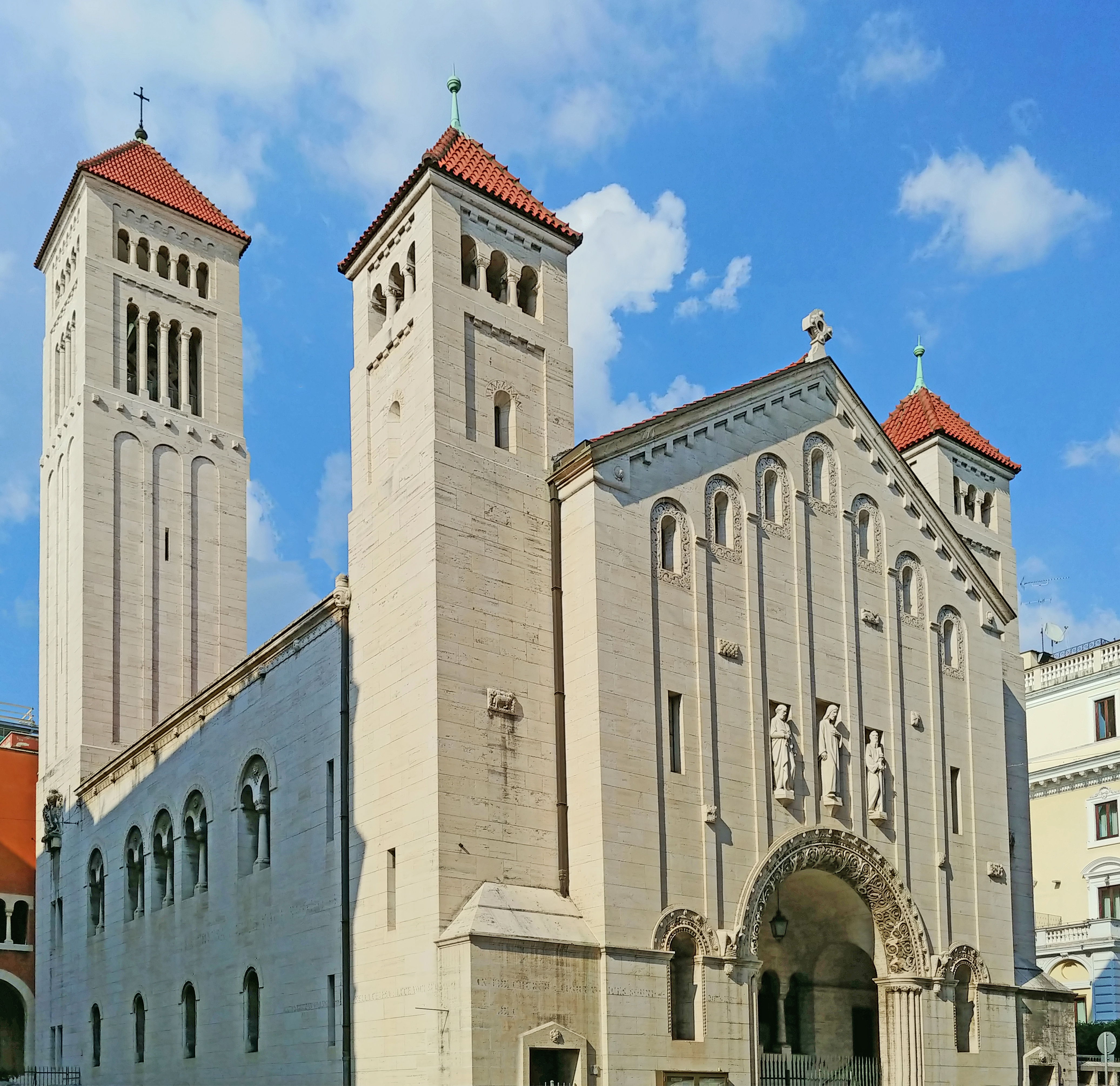
Christuskirche

Die Christuskirche (chiesa di Cristo) ist eine evangelisch-lutherische Kirche in Rom im Stadtteil Ludovisi. Die Kirche wurde zwischen 1910 und 1922 erbaut. Der Architekt war Franz Schwechten, der auch die Kaiser-Wilhelm-Gedächtniskirche in Berlin geplant hat.

## Baugeschichte
Seit 1817 gibt es in Rom evangelische Gottesdienste. Im Sommer 1819 erhielten die durchweg ausländischen evangelischen Christen einen eigenen Geistlichen. Ursprünglich in einer Kapelle der Preußischen Botschaft auf dem Kapitol beheimatet, wurde sukzessive die Gründung einer eigenen Gemeinde betrieben. Von 1870 bis 1915 in der Botschaftskapelle des Palazzo Caffarelli beheimatet, wurde 1899 durch eine Sammlung in Deutschland auf dem parzellierten Gelände der Villa Ludovisi der nötige Raum angekauft, um die Kirche erbauen zu können. 1911 erfolgte die Grundsteinlegung. Die Ausführung wurde durch den Ersten Weltkrieg stark verzögert, so dass die Kirche erst am 5. November 1922 eingeweiht wurde.
Die schlichte Fassade der Kirche besteht aus Travertin und drei Nischen, die jeweils eine Statue von Petrus, Christus und Paulus enthalten. Zwei Treppentürme rahmen die Fassade, und ein großer Glockenturm an der Apsisseite vervollständigt das Gesamtbild.

## Ausstattung

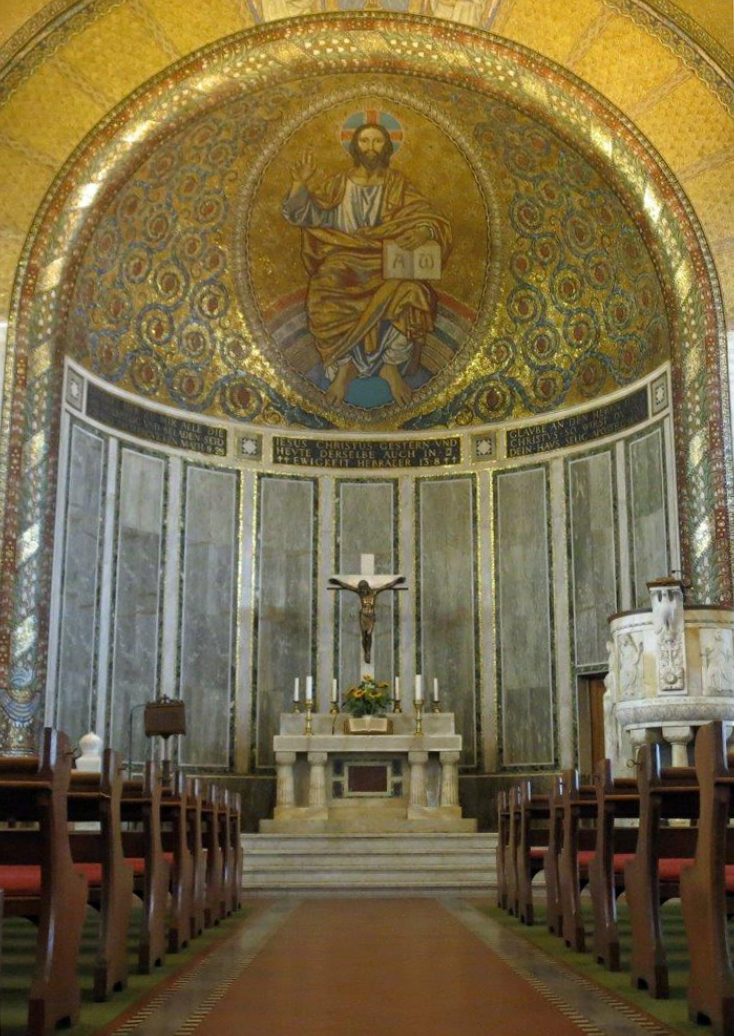
Altarraum

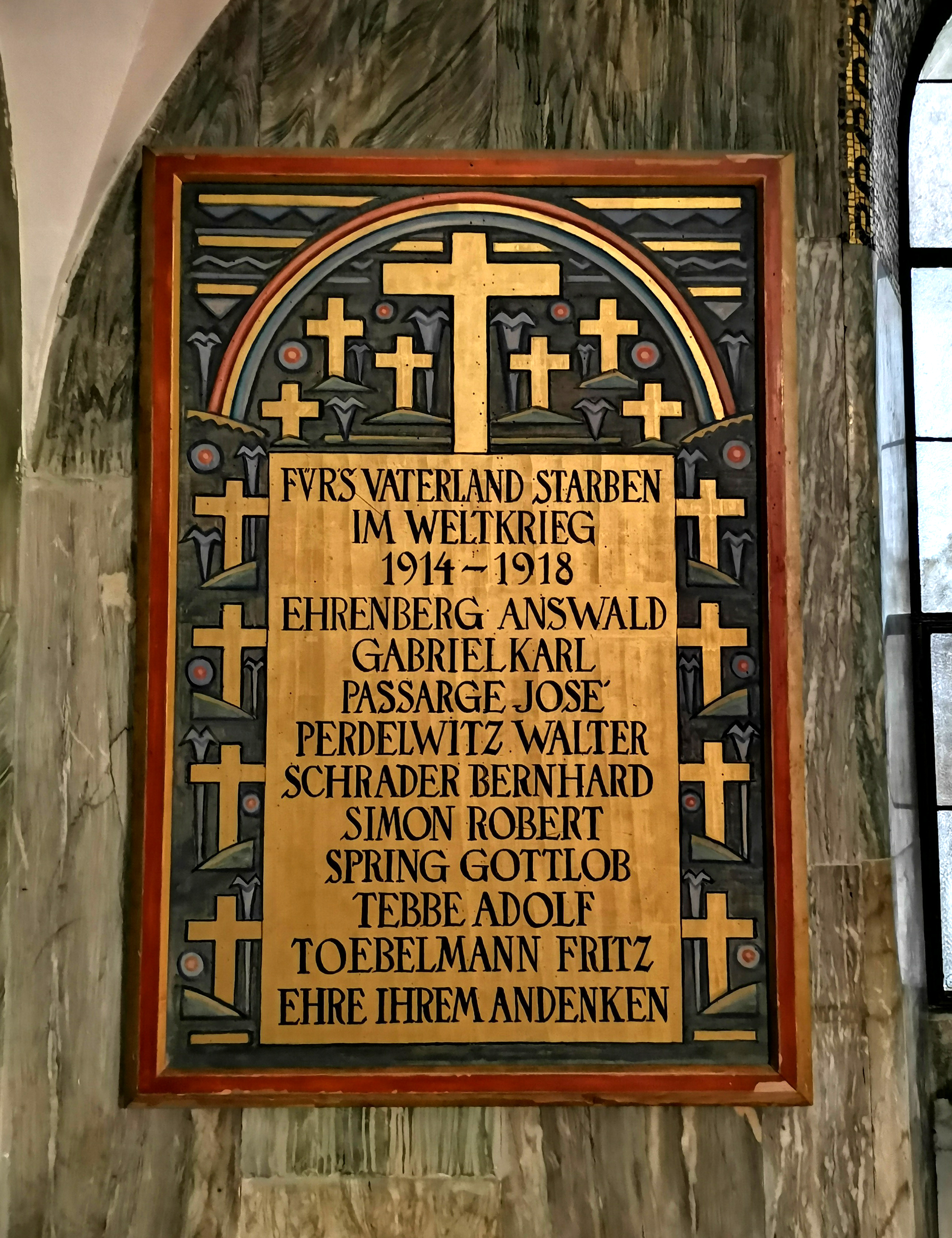
Gedenktafel für die Gefallenen des Ersten Weltkrieges

Betreten wird die dreischiffige Basilika durch ein kleines in die Front eingelassenes Atrium mit je einer gegenüberliegenden Eingangstür an der Schmalseite. Das Baumaterial des Inneren wurde von den Lutherstädten Mitteldeutschlands gespendet und ist vom romanischen Stil geprägt.
Das Kirchenschiff endet mit einer erhöhten halbrunden Apsis. An der rechten Seite befindet sich die Kanzel aus Marmor, welche mit Reliefs Jesajas, Johannes des Täufers, des ersten Märtyrers Stephan und Johannes des Evangelisten geschmückt ist. In der Mitte des Chores befindet sich der Altar, welcher von einem bronzenen Kruzifix bekrönt wird. Die Gewölbe des Kirchenschiffs und des Obergadens sind mit goldenen Mosaiken in naturalistischen Motiven und geometrischen Mustern bedeckt. Die Apsis selbst hat eine reichere Mosaikdekoration. Inmitten des Baums des Lebens befindet sich in der Wölbung der Apsis ein Christus Pantokrator. Das Altargerät stammt aus der Botschaftskapelle und behielt auch im neuen Bau seinen Platz.

### Taufbecken
In der Apsis des rechten Seitenschiffes befindet sich seit 1828 das Taufbecken, dessen Basis das original Terrakottamodell von Bertel Thorvaldsen aus dem Jahr 1822 ist, dessen Endausführung seit 1839 in der Domkirche von Reykjavík steht. Die ursprüngliche Arbeit Thorvaldsens steht seit 1817 in der Kapelle des Schloss Brahetrolleborg in Dänemark. Das Becken ist ein Entwurf des Architekten Johann Michael Knapp und eine Arbeit des Bronzegießers Wilhelm Hopfgartens (1779–1860), des Onkels und Mentors Emil Alexander Hopfgartens in Rom.

## Orgel

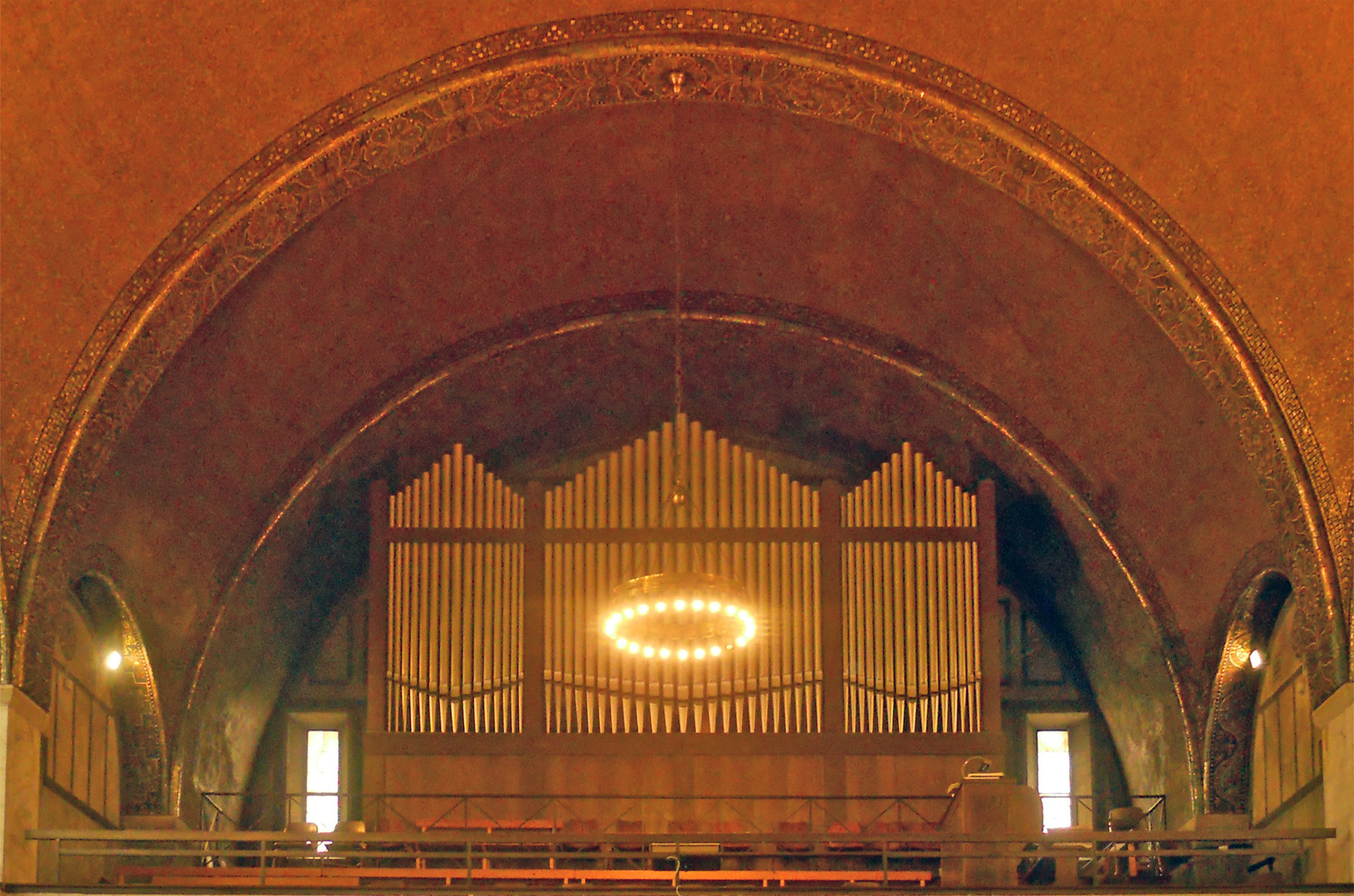
Orgel

Die Steinmeyer-Orgel, Opus 1515, wurde 1930 installiert.
| Hauptwerk          |     |
| Bourdon            | 16′ |
| Prinzipal          | 08′ |
| Gamba              | 08′ |
| Gemshorn           | 08′ |
| RohrFlöte          | 08′ |
| Oktave             | 04′ |
| Nachthorn          | 04′ |
| Oktave             | 02′ |
| Solo-Kornett III-V |     |
| Mixtur VI-V        |     |
| Trompete           | 08′ |

| Schwellwerk     |         |
| Stillgedackt    | 16′     |
| Geigenprinzipal | 08′     |
| Aeoline         | 08′     |
| Soloflöte       | 08′     |
| Nachthorn       | 08′     |
| Fugara          | 04′     |
| Blockflöte      | 04′     |
| Waldflöte       | 02′     |
| Schwiegel       | 01′     |
| Quinte          | 02 ⁄3′  |
| Terz            | 01 3⁄5′ |
| Mixtur IV-V     |         |
| Cymbel III      |         |
| Krummhorn       | 08′     |

| Pedal       |     |
| Violon      | 16′ |
| Subbass     | 16′ |
| Zartbass    | 16′ |
| Oktavbass   | 08′ |
| Violoncello | 08′ |
| Bassflöte   | 08′ |
| Choralbass  | 04′ |
| Mixtur IV-V |     |
| Posaune     | 16′ |

## Geläut
Die drei Bronze-Glocken wurden im Jahr 1913 in Apolda in der Glockengießerei Franz Schilling Söhne von Otto Schilling gegossen, per Lastwagen gelangten sie nach Rom. 1914 wurden sie in den ebenfalls in Apolda gefertigten eisernen Glockenstuhl eingebaut, ab 1922 läuten sie regelmäßig.
Die Schlagtöne des Geläuts mit h0, d1 und e1 sind identisch mit denen des Geläuts der Schlosskirche von Wittenberg. Die finanziellen Mittel für den Guss der drei Bronzeglocken wurden von Frauen und Jungfrauen des Gustav-Adolf-Vereins in Wittenberg und anderen Gemeinden der damaligen Kirchenprovinz Sachsen mittels Geldspenden aufgebracht:
- Große Glocke, auch Christus-Glocke genannt, Nominal h0, Masse 2.720 kg, unterer Durchmesser 1,66 m. Inschrift: „Jesus Christus gestern und heute und derselbe auch in Ewigkeit. Hebr. 13 V 8.“ Auf der Flanke schmückt sie ein lateinisches Kreuz.

- Mittlere Glocke, auch Luther-Glocke genannt, Nominal d1, Masse 1.600 kg, unterer Durchmesser 1,39 m. Inschrift: „XXXI. X. MDXVII. Ein feste Burg ist unser Gott.“ Ein Lutherrosen-Relief verziert die Glocke.

- Kleine Glocke, auch Wittenberg-Glocke genannt, Nominal e1, Masse 1.103 kg, unterer Durchmesser 1,23 m. Inschrift: „Gustav-Adolf-Frauen- und Jungfrauenverein zu Wittenberg anno MCMXIV.“ Auf der Flanke trägt sie das Stadtwappen von Wittenberg.

Von 2008 bis 2010 wurde der marode Glockenstuhl aus Eisen ersetzt und ein neuer aus Eichenholz eingebaut. Die Bauleistungen erbrachten Unternehmen aus Sachsen, Thüringen und Berlin-Brandenburg. Am 7. März 2010 weihte Bischof Jochen Bohl die Glocken erneut. Eine Woche später besuchte Papst Benedikt XVI. die Kirche, nachdem 1983 Papst Johannes Paul II. eine Predigt in der Kirche gehalten hatte.

## Papstbesuche
Papst Johannes Paul II. besuchte hier 1983 als erster Papst nach der Reformation eine evangelisch-lutherische Kirche und predigte von der Kanzel. Eingeladen wurde er durch Christian Hans Bonte-Friedheim (bei der FAO in Rom tätig), zu der Zeit im Kirchenrat ein aktiver Teilnehmer am Kirchenleben. 
Papst Benedikt XVI. besuchte am 14. März 2010 die Kirche. Am 15. November 2015 besuchte Papst Franziskus die Kirche.

## Eigentümer
Die Eigentümerin der Kirche ist die Evangelische Kirche in Deutschland – sie ist ebenfalls Eigentümerin der Versöhnungskirche (Dachau) und der Schlosskirche (Lutherstadt Wittenberg).

## Geistliche
- Jens-Martin Kruse 2002/03 (Vakanzvertretung), 2008–2017
- Michael Jonas seit 2018